# Niphona excisa
Niphona excisa es una especie de escarabajo longicornio del género Niphona, tribu Pteropliini, subfamilia Lamiinae. Fue descrita científicamente por Pascoe en 1862.
La especie se mantiene activa durante el mes de agosto.

## Descripción
Mide 16-20 milímetros de longitud.

## Distribución
Se distribuye por Camboya, China y Tailandia.